# تیرانچی
تیرانچی، روستایی از توابع بخش مرکزی شهرستان خمینی‌شهر در استان اصفهان ایران است.

## جمعیت
این روستا در دهستان ماربین علیا قرار دارد و براساس سرشماری مرکز آمار ایران در سال ۱۳۸۵، جمعیت آن ۵٫۷۵۰ نفر (۱۱۳۶خانوار) بوده است.